# Джигиат
Джигиат — река в России, протекает в Эльбрусском районе Кабардино-Балкарской республики. Длина реки составляет 5,2 км, площадь водосборного бассейна 12,2 км².
Начинается на западном склоне Скалистого хребта в районе перевала Лха, течёт в северо-западном направлении по ущелью, поросшему лесом, и называемому урочищем Кюл-Чегет. Устье реки находится в 5,3 км по правому берегу реки Кестанты на высоте 1256 метров над уровнем моря.

## Данные водного реестра
По данным государственного водного реестра России относится к Западно-Каспийскому бассейновому округу, водохозяйственный участок реки — Баксан, без реки Черек. Речной бассейн реки — реки бассейна Каспийского моря междуречья Терека и Волги.
Код объекта в государственном водном реестре — 07020000712108200004611.